# Beaulieu-lès-Loches
 Beaulieu-lès-Loches  es una población y comuna francesa, situada en la región de  Centro, departamento de Indre y Loira, en el distrito de Loches y cantón de Loches.

## Demografía
| 2012 | 2153 | 2134 | 2127 | 1887 | 1986 | 1945 | 1980 | 1830 | 1773 | 1 740 | 1586 | 1642 | 1591 | 1674 | 1594 | 1640 | 1593 | 1562 | 1443 | 1275 | 1342 | 1362 | 1443 | 1662 | 1613 | 1827 | 1756 | 1769 | 1768 | 1864 | 1720 |
| Para los censos de 1962 a 1999 la población legal corresponde a la población sin duplicidades (Fuente: INSEE [Consultar]) |      |      |      |      |      |      |      |      |      |       |      |      |      |      |      |      |      |      |      |      |      |      |      |      |      |      |      |      |      |      |      |